# Лінда Світлана Миколаївна
Лінда Світлана Миколаївна - українська вчена, педагог, дослідниця архітектури та дизайну, доктор архітектури, професор кафедри Дизайну та основ архітектури Національного університету «Львівська політехніка».

## Біографія
1999 р. - захистила кандидатську дисертацію на тему  "Стилістичні та архітектурно- композиційні аспекти розвитку архітектури Львова періоду історизму у XIX- поч. XX ст." 

2013 р. — захистила докторську дисертацію на тему: "Історизм у розвитку архітектури".

2015 р. обрана на посаду завідувача кафедри Дизайну та основ архітектури Національного університету «Львівська політехніка».

## Книги
Пристосування житлового середовища для потреб людей з обмеженими фізичними можливостями (у співавторстві)

Архітектурне проектування громадських будівель і споруд

Архітектура сучасності: остання третина ХХ — початок ХХІ століть

Проектування закладів харчування (у співавторстві)

Архітектурне проектування громадських будівель і споруд

Архітектура Львова. Часи і стилі ХІІІ — ХХІ ст. (у співавторстві)